# Karl Hermann Trinkaus
Karl Hermann Trinkaus (* 1904 in Stötteritz; † 1965 in Leipzig) war ein deutscher Collage-Künstler der Verschollenen Generation.

## Leben
Trinkhaus war der Sohn des Lithografen Karl Hermann Trinkaus (1878–1980). Er besuchte die Mittlere Volksschule in Zwenkau und danach bis 1918 die 17. Bürgerschule in Leipzig-Stötteritz. Anschließend macht er bis 1922 eine Lehre als Elektroinstallateur bei der Leipziger Firma Brüggemann und Lewus. Berufsbegleitend besuchte er bis 1924 die Leipziger Städtische Gewerbeschule, wo neben einer naturwissenschaftlichen auch eine künstlerische Grundausbildung gefördert wurde. In seiner Freizeit betätigte er sich als Autodidakt künstlerisch. So gestaltete er z. B. 1923 die Festschrift zum 1. Stiftungsfest der Technischen Vereinigung Städtischer Gewerbeschüler zu Leipzig. 1924 entstanden weitere grafisch-gestalterische Arbeiten an der Städtischen Gewerbeschule. Dort lernte er den späteren Bauhaus-Schüler und -Künstler Heinz Löw kennen. Zum Teil mit Löw betätigte er sich als Bühnengestalter, so für „Knock oder der Triumph der Medizin“ von Jules Romains und George Bernard Shaws „Candida“. „Sein Schaffen bewegt sich zwischen Übungen zur Farbenlehre und Perspektivstudien, zwischen Landschaftsaquarellen, Architekturstudien und sozialkritischen Collagen.“ Als er seine Arbeiten Wassily Kandinsky vorlegte, gab dieser ihm einen Empfehlungsbrief. Darin bescheinigte er „schätzenswerte künstlerische Arbeiten“, die einer „reichen Phantasie“ entsprängen, „die eine geeignete, ausdrucksvolle Form findet.“ Mit diesem Schreiben bewarb sich der mittellose Trinkaus am Weimarer Bauhaus. Er wurde dort zum Wintersemester 1927/28 zugelassen und belegte Kurse bei Kandinsky, Paul Klee und Herbert Bayer und besucht die Druck- und Reklamewerkstatt bei Joost Schmidt. Vor allem arbeitete er in der Tischlereiwerkstatt von Josef Albers. Aus unbekannten Gründen brach er das Studium nach zwei Semestern ab.
Danach arbeitete Trinkhaus in der politisch linksgerichteten Kunst- und Kulturszene Leipzigs und Berlins als Bühnenbildner und Grafiker. U.a. war er für die Gestaltung von Titelblättern des Magazins „Der Kulturwille“ verantwortlich und entwarf er 1927/1928 mehrere Collagen für die „Reiseblätter“, „Kunst und Volk“, „Querschnitt“, „Kunststelle“ und „Rundfunk“. Auch für das „Fachblatt der Maler“ lieferte er einige Beiträge. Anfang der 1930er Jahr war Trinkhaus längere Zeit arbeitslos.
Er engagierte sich politisch und trat der KPD bei. Ab 1932 war er Agitprop-Leiter der KPD Ortsgruppe von Wolfen. Im Mai 1933 schloss er sich seinen Angaben in der Personalakte zufolge einer Untergrundgruppe der inzwischen verbotenen KPD an.
1935 erhielt Trinkhaus ein Diplom als Ingenieur für Flugzeugbau. Ab 1936 arbeitete er auf Vermittlung von Mitgliedern der Dessauer KPD-Gruppe erst als Flugzeugelektriker, dann als Ingenieur bei den Junkers Flugzeug- und Motorenwerken in Dessau, dann im Junkers-Werk „Belei II“ in Langensalza. Seine Tätigkeiten umfassten Aufgaben in der Schaltplanentwicklung, in Feinmessungen und in der Teilekonstruktion. In seiner Freizeit betätigte er sich weiterhin künstlerisch vor allem als Collagist und Zeichner. Noch 1945 wurde er nach Schwerin zur Kriegsmarine eingezogen und geriet dort kampflos in amerikanische Gefangenschaft.
Die Quellenlage zu seiner Tätigkeit von 1945 bis 1950 ist widersprüchlich. 1953 heiratete er die von den Nazis als Kommunistin verfolgte Magda Sendhoff, geb. Müller, (1899–1963) und zog mit ihr nach Wandlitz.
Trinkhaus arbeitete ab 1954 als Referent beim Museum für Deutsche Geschichte in Berlin. Ab 1960 war er Wissenschaftlicher Mitarbeiter beim Leipziger Georgi-Dimitroff-Museum, dessen Konzeption vom Museum für Deutsche Geschichte entwickelt worden war.
Nach dem Tod seiner Frau zog er 1964 zurück nach Leipzig. Nach Zerwürfnissen u. a. mit dem Direktor des Dimitroff-Museums schied der freiwillig aus dem Leben. Seit dem Machtantritt der Nazis und bis hinein in die 1960er-Jahre hatte Trinkhaus sich in ein inneres Exil zurückgezogen, und seine Kunst wurde zusehends unpolitischer. „Dass der Künstler mit den politischen Doktrinen und dem eng gestrickten Kunstverständnis in der DDR seine Schwierigkeiten hatte … erklärt mit seine seelische Erosion und die zutiefst empfundene Enttäuschung über das in der DDR vielfach beschworene Ideal des Sozialismus, das sich unter den realen Umständen als hohl erwies. Auch dies dürfte, neben der Trauer über den Verlust seiner Frau und seiner Mutter binnen kurzer Zeit, zu seinem frühen Tod geführt haben.“
Das New Yorker Museum of Modern Art zeigte erstmalig seine Arbeiten in der Ausstellung Bauhaus 1919–1933: Workshops for Modernity; Teile seines Werks befinden sich im Sammlungsarchiv des Bauhauses.

## Rezeption
„Insbesondere seine Collagen der späten 1920er und frühen 1930er Jahre müssen keinen noch so ambitionierten Vergleich scheuen. Große handwerkliche Fähigkeiten treffen hier auf eine ungemeine künstlerische Energie, die es dem sozialkritischen Geist erlaubte, manch Botschaft in eindrucksvolle Formen zu schneiden, zu kleben und zu zeichnen.“

## Werke (Auswahl)
- Der neue Mensch (Collage, 1926)[6]
- Ohne Titel (Flaschen) (1926)
- Stadt (1927/28)
- Rasputin (1927/28)
- Das große Spiel (1933)
- Ist Ihnen das Herz schwer? (1933)
- Widerstand (Collage, Bleistiftzeichnung und Buntstift auf Papier, 69 × 59 cm; Museum Kunst der Verlorenen Generation, Salzburg)[7]

## Ausstellungen
- 2019/20: Karl Hermann Trinkaus. Bauhaus – Der neue Mensch, Museum der bildenden Künste Leipzig.[1]